# Г'ю Колз
Г'ю Колз (англ. Hugh Coles; нар. 5 вересня 1992) — британський актор кіно та телебачення. Відомий своїми ролями у фільмах «Фестиваль» (2018), «Захисник винних» (2019), «Атланта» (2022), а також автором ролі Джорджа Макфлая у фільмі «Назад у майбутнє: Мюзикл», за яку Г'ю Колз був номінований на премію Лоуренса Олів'є 2022 року як «Найкращий актор другого плану мюзиклу».

## Біографія
Г'ю Колз народився 5 вересня 1992 року. Залишивши Лондонську академію музичного та драматичного мистецтва у 2017 році, Колз дебютував у фільмі «Фестиваль» як «Рекс». Також з'являвся в менших ролях в «Урбанічні міти» та «Доктор Мартін» в тому ж році. У 2019 році він з'явився в ролі Ліама Мінґея в британському ситкомі «Захисник винних». Виконував ролі у фільмі «Смерть у раю» (2021) і в ролі «Сокс» у серіалі Дональда Гловера «Атланта» (2022).
З 2019 року він бере участь в оригінальній виставі «Назад у майбутнє: Мюзикл», включаючи його покази в Манчестерському оперному театрі та театрі Адельфі в лондонському Вест-Енді. За роль Джорджа Макфлая Колз отримав нагороду WhatsOnStage 2022 року як «Найкращий актор другого плану в чоловічій ролі». Був номінований на премію Лоуренса Олів'є 2022 року як «Найкращий актор другого плану мюзиклу».

## Фільмографія

### Телебачення
| Рік       | Назва             | Роль          |
| --------- | ----------------- | ------------- |
| 2018      | «Фестиваль»       | Рекс          |
| 2018      | «Урбанічні міти»  | ПС Горлі      |
| 2018-2019 | «Захисник винних» | Ліам Мінґей   |
| 2019      | «Доктор Мартін»   | Ґеррі Гаммонд |
| 2021      | «Смерть у раю»    | Г'юґо Пікфорд |
| 2022      | «Атланта»         | Сокс          |

### Театр
| Рік       | Назва                      | Роль           |
| --------- | -------------------------- | -------------- |
| 2019-2022 | «Назад у майбутнє: Мюзикл» | Джордж Макфлай |